# Lista de episódios de The Client List
| The Rub of Sugarland | 8 de abril de 2012  |
| Turn the Page        | 15 de abril de 2012 |
| Tough Love           | 22 de abril de 2012 |
| Ring True            | 29 de abril de 2012 |
| Try,try again        | 6 de maio de 2012   |
| The cold hard truth  | 13 de maio de 2012  |
| Life of Riley        | 20 de maio de 2012  |
| Games people play    | 3 de junho de 2012  |
| Acting up            | 10 de junho de 2012 |
| Past is prologue     | 17 de junho de 2012 |

| Till I Make It on My Own            | 10 de março de 2013 |
| Who's Cheatin' Who                  | 17 de março de 2013 |
| Cowboy up                           | 24 de março de 2013 |
| My Main Trial Is Yet to Come        | 31 de março de 2013 |
| Hell on Heels                       | 7 de abril de 2013  |
| Unanswered Prayers                  | 14 de abril de 2013 |
| I Ain't Broke But I'm Badly Bent    | 21 de abril de 2013 |
| Heaven's Just a Sin Away            | 28 de abril de 2013 |
| Save a Horse, Ride a Cowboy         | 5 de maio de 2013   |
| What Part of No?                    | 12 de maio de 2013  |
| I miss back when                    | 19 de maio de 2013  |
| When I say I do                     | 26 de maio de 2013  |
| Whatever It Takes                   | 9 de junho de 2013  |
| What Kind of Fool Do You Think I Am | 16 de junho de 2013 |
| Wild Nights Are Calling             | 23 de junho de 2013 |